# Порядок (біологія)
Поря́док (лат. ordo) — систематична категорія (ранг) у ботаніці, що об’єднує споріднені родини рослин. Застосована вперше як таксономічна категорія вищого рангу разом із категорією рангу класу К. Ліннеєм у 1753 році (робота Systema naturae). Споріднені порядки утворюють класи (лат. classis). Наприклад, за однією з систем, до порядку Fagales (букоцвіті) входять родини Fagaceae (букові) та Betulaceae (березові).
У зоологічній систематиці порядку відповідає ряд (латиною також ordo).

## Закінчення латинських назв
Стандартні закінчення категорії рангу порядку (ряду):
| Гриби  | Рослини | Тварини          |
| ------ | ------- | ---------------- |
| - ales | - ales  | - iformes, - ida |

## Похідні ранги
- у ботаніці:
  - надпорядок (лат. superordo) — ранг вище порядку,
  - підпорядок (лат. subordo) — ранг нижче порядку.
- у зоології:
  - надряд (лат. superordo) — ранг вище ряду,
  - підряд (лат. subordo) — ранг нижче ряду,
  - інфраряд (лат. infraordo) — ранг нижче підряду;